# Arrondissement Chaumont
Chaumont is een arrondissement van het Franse departement Haute-Marne in de regio Grand Est. De onderprefectuur is Chaumont.

## Kantons
Het arrondissement was tot 2014 samengesteld uit de volgende kantons:
- Kanton Andelot-Blancheville
- Kanton Arc-en-Barrois
- Kanton Bourmont
- Kanton Châteauvillain
- Kanton Chaumont-Nord
- Kanton Chaumont-Sud
- Kanton Clefmont
- Kanton Juzennecourt
- Kanton Nogent
- Kanton Saint-Blin
- Kanton Vignory

Na de herindeling van de kantons bij decreet van 17 februari 2014, met uitwerking op 22 maart omvat het volgende kantons :
- Kanton Bologne ( deel 33/38 )
- Kanton Bourbonne-les-Bains ( deel 9/36 )
- Kanton Châteauvillain
- Kanton Chaumont-1
- Kanton Chaumont-2
- Kanton Chaumont-3
- Kanton Nogent ( deel 17/29 )
- Kanton Poissons  ( deel 49/67 )